# Megantereon
Megantereon – wymarły rodzaj ssaka drapieżnego z podrodziny machajrodonów (Machairodontinae) w obrębie rodziny kotowatych (Felidae), zamieszkujących ongiś Amerykę Północną, Eurazję i Afrykę. Mógł być przodkiem rodzaju Smilodon.

## Zasięg występowania skamielin
Fragmenty skamieniałości zostały odkopane na terenie Afryki, Eurazji i Ameryki Północnej. Najstarsze pozostałości po Megantereonie pochodzą z pliocenu (odnalezione w Ameryce Pn.) i są datowane na około 4,5 mln lat. Pozostałości o wieku ok. 3-3,5 mln lat znaleziono na terenie Afryki, natomiast azjatyckie skamieliny datowane są na ok. 2,5-2 mln lat. Najstarsze pozostałości znalezione w Europie datowane są na ok. 2,5 mln lat i zostały odkopane we francuskim Les Etouaries. Ze względu na przedstawione powyżej fakty sugeruje się, że to właśnie Ameryka Północna jest terenem, skąd wywodzi się Megantereon. Teorię tę podważają jednak ostatnie odkrycia fragmentów skamielin z terenów Kenii i Czadu, które datowane są na ok. od 5,7 do 7 mln lat. Prawdopodobnie są to skamieliny Megantereona. Jeśli okaże się to prawdą, będą to najstarsze skamieniałości Megantereona na świecie. Nowe odkrycia w ten sposób wskazują na mioceńską Afrykę jako pochodzenie rodzaju Megantereon.
Pod koniec pliocenu ewoluował w Smilodona w Ameryce Północnej, natomiast w Europie pozostał w formie niezmienionej aż do środkowego plejstocenu. Najmłodsze znaleziska szczątków Megantereona pochodzą ze wschodniej Afryki i są datowane na ok. 1,5 mln lat. Rodzaj Megantereon znany jest w południowej Afryce z pozostałości odnalezionych w Elandsfontein datowanych na ok. 700 000-400 000 lat. Pozostałości z Untermaẞfeld dowodzą, iż Megantereon zamieszkiwał Europę jeszcze przed 900 000 laty. W Azji mógł on przetrwać do czasów ok. 500 000 lat temu, jako że został znaleziony wraz ze szczątkami Homo erectus w słynnym stanowisku Zho-Khou-Dien w Chinach. Jedyny pełny szkielet odkopano we francuskim Senéze.

## Etymologia
- Megantereon (Meganthereon): gr. μεγας megas, μεγαλη megalē „wielki”; ανθερεων anthereōn „podbródek”[7].
- Steneodon i Stenodon: gr. στηνος stēnos „wąski, cienki”; οδους odous, οδοντος odontos „ząb”[8].
- Drepanodon: gr. δρεπανη drepanē „sierp”, od δρεπω drepō „zrywać, ścinać”; οδους odous, οδοντος odontos „ząb”[9]. Gatunek typowy: Felis megantereon Bravard, 1828.

## Morfologia
Megantereon był zbudowany podobnie do żyjącego współcześnie jaguara lub nieco potężniej. Miał krępe kończyny przednie, których dolna połowa była umieszczona podobnie jak u lwów. Posiadał potężne mięśnie karku, które umożliwiały zamykanie szczęk z ogromna siłą. Wydłużone górne kły były chronione przez struktury przypominające kołnierze na żuchwie. Rekonstrukcja Mauricio Antona w książce pt: "The big cats and their fossil relatives" (W wolnym tłumaczeniu "Wielkie koty i przedstawiciele ich kopalnych rodzin") pokazuje, że znaleziony w Senéze szkielet miał 72 centymetry w ramionach. Największe osobniki o przypuszczalnej wadze ok. 90-150 kg (przeciętna waga to prawdopodobnie 120 kg) zostały znalezione w Indiach. Przedstawiciele rodzaju Megantereon o średniej wielkości znane są również z innych części Eurazji i z plioceńskiej Ameryki Północnej. Najmniejsze osobniki wywodzące się z Afryki i Europy okresu wczesnej plejstocenu szacowane są na masę ok. 60-70 kg. Inne źródła podają jednak, że plejstoceńskie osobniki z Europy ważyły przypuszczalnie ok. 100-160 kg.

## Techniki polowania
Mało prawdopodobnym jest, aby Megantereony po prostu zagryzały swoje ofiary, jako że ich długie, szablowe zęby, z których znane są przede wszystkim Smilodony, po prostu by się złamały podczas zagłębiania ich w ciele ofiary. Możliwe, że zwierzęta te gryzły ofiarę, a następnie czekały, aż ta wykrwawi się na śmierć. Jednakże musiałyby wtedy chronić swą zdobycz przed innymi drapieżcami, co utrudnia jednoznaczne określenie techniki zabijania stosowanej przez Megantereony. Obecnie przypuszcza się, że tak, jak inne Machajrodonty, gryzły swoją ofiarę, a następnie używały silnych mięśnie karku, aby rozszarpać gardło ofiary przerywając jak najwięcej naczyń krwionośnych i nerwów. W ten sposób minimalizowane było ryzyko złamania zębów, jako że atak był szybki i polegał na rozmiarze zadanych obrażeń, a nie na głębokości rany.

## Gatunki
Liczba gatunków jest niedokładna, tym bardziej, że istnienie niektórych oparte jest tylko na szczątkowych dowodach. Niektórzy naukowcy spierają się, że powinno się wyraźnie wyodrębnić trzy gatunki: pochodzącego z Ameryki Północnej, Azji (bez Indii) i plioceńskiej Europy M.cultridens, żyjącego w Afryce i Europie okresu wczesnego plejstocenu M.whitei i indyjskiego M.falconeri. Z tego powodu możliwe jest, iż pełna lista gatunków jest krótsza od przedstawionej poniżej:
- Megantereon cultridens (Cuvier, 1824)
- Megantereon ekidoit (Werdelin & Lewis, 2000)
- Megantereon eurynodon (Ewer, 1955)
- Megantereon falconeri (Pomel, 1853)
- Megantereon gracilis (Broom & Schepers, 1946)
- Megantereon hesperus (Gazin, 1933)
- Megantereon inexpectatus (Teihard de Chardin, 1939)
- Megantereon megantereon (Croizet & Jobert, 1828)
- Megantereon nihowanensis (Teihard de Chardin & Pireteau, 1930)
- Megantereon spiryteris (?)
- Megantereon vakhshensis (?)
- Megantereon whitei (Broom, 1937)

## Popkulura
Megantereon został ukazany w wyprodukowanej przez Discovery Channel serii "Before we ruled the Earth" (Zanim władaliśmy Ziemią), jako nocny łowca czyhający na Homo ergastera.